# Onthophagus planiceps
Onthophagus planiceps är en skalbaggsart som beskrevs av Macleay 1886. Onthophagus planiceps ingår i släktet Onthophagus och familjen bladhorningar. Inga underarter finns listade i Catalogue of Life.